# Matwei Georgijewitsch Korobow
Matwei Georgijewitsch Korobow (russisch Матвей Георгиевич Коробов; * 7. Januar 1983 in Orotukan, Oblast Magadan, Sowjetunion) ist ein ehemaliger russischer Profiboxer. Er verlor im Dezember 2014 beim Kampf um die WBO-Weltmeisterschaft im Mittelgewicht gegen Andy Lee.
Bei den Amateuren war er unter anderem 2005 und 2007 Weltmeister im Mittelgewicht und Teilnehmer der Olympischen Spiele 2008.

## Amateurlaufbahn
Korobow wechselte mit 13 Jahren auf eine Sportakademie des Sportklubs ZSKA Moskau und entwickelte sich dort zu einem der weltweit besten Amateurboxer. Er gewann 1998 Silber bei der Kadetten-Europameisterschaft in Jūrmala und beim selben Event 1999 in Baku die Goldmedaille. 2001 gewann er zudem die Junioren-Europameisterschaft in Sarajevo.
Mit 18 Jahren trat er in die Armee ein und boxte als Sportsoldat, wobei er die Militär-Weltmeisterschaft der CISM 2002 in Curragh und die Militärweltspiele 2003 in Catania gewinnen konnte.
Er wurde 2003, 2004, 2006 und 2007 jeweils Russischer Meister und schlug dabei in den Finalkämpfen Gaidarbek Gaidarbekow Sergei Kowaljow Dmitri Baschkatow und Dmitri Tschudinow.
2005 gewann er mit Siegen gegen Dschahon Qurbonow, Jarrod Fletcher, Darren Sutherland, Emilio Correa und Ismajil Sillach die Weltmeisterschaft in Mianyang und siegte auch bei der Europameisterschaft 2006 in Plowdiw, wobei er unter anderem Oleksandr Ussyk bezwingen konnte. 2007 in Chicago wiederholte er den Gewinn der Goldmedaille, nachdem er sich jeweils gegen Francy Ntetu, Hamayoun Amiri, Carlos Góngora, Wang Jianzheng, Serhij Derewjantschenko und Alfonso Blanco durchgesetzt hatte.
Mit diesem Erfolg war er für die Olympischen Spiele 2008 in Peking qualifiziert und schlug in der Vorrunde Naim Terbunja, ehe er im Achtelfinale mit 7:10 gegen Baqtijar Artajew auf einem neunten Platz ausschied.

## Profikarriere
Im September 2008 gab der US-Promoter Top Rank die Verpflichtung von Korobow bekannt. Er gewann 24 Kämpfe in Folge, im letzten davon gegen den ebenfalls ungeschlagenen Jose Uzcategui. Von der WBO auf Platz 1 der Weltrangliste gesetzt, konnte er daraufhin am 13. Dezember 2014 in Las Vegas um den vakanten WBO-Weltmeistertitel im Mittelgewicht boxen, verlor jedoch überraschend gegen den von der WBO auf Platz 4 gesetzten Andy Lee aus Irland. Bei allen drei Punktrichtern in Führung liegend, wurde Korobow in der sechsten Runde schwer getroffen und während einer folgenden Schlagserie von Lee vom Ringrichter aus dem Kampf genommen.
Nach vier folgenden Aufbausiegen, boxte er am 22. Dezember 2018 in Brooklyn um die WBC-Interimsweltmeisterschaft, verlor jedoch einstimmig nach Punkten gegen den ungeschlagenen Jermall Charlo. Nach einem folgenden Unentschieden gegen Immanuwel Aleem, verlor Korobow am 7. Dezember 2019 beim Kampf um die WBA-Interimsweltmeisterschaft durch TKO in Runde 2, aufgrund einer Schulterverletzung, gegen Chris Eubank junior.
Seinen bislang letzten Kampf bestritt er am 12. Dezember 2020 gegen Ronald Ellis und verlor aufgrund einer Achillessehnenverletzung vorzeitig in der vierten Runde.
Im Mai 2023 gab Korobow bekannt, seine Boxkarriere beendet zu haben und inzwischen als Boxtrainer zu arbeiten.